# Mălureni
Mălureni è un comune della Romania di 4 458 abitanti, ubicato nel distretto di Argeș, nella regione storica della Muntenia.
Il comune è formato dall'unione di 5 villaggi: Bunesti, Mălureni, Păuleasca, Toplița, Zărnesti.